# اوه کوانگ-روک
اوه کوانگ روک (کره‌ای: 오광록؛ زادهٔ ۲۸ اوت ۱۹۶۲) بازیگر اهل کره جنوبی است.

## فیلم‌شناسی
- منتخب آثار

### فیلم
| سال  | عنوان                             | نقش           |
| ---- | --------------------------------- | ------------- |
| ۲۰۰۲ | همدردی با آقای انتقام             | آنارشیست      |
| ۲۰۰۳ | اولدبوی                           |               |
| ۲۰۰۵ | رؤیای کور چگونه است؟ (فیلم کوتاه) | نابینا        |
| ۲۰۰۴ | فرصتی برای به یاد آوردن           |               |
| ۲۰۰۹ | پرونده قتل ایته‌وون                | وکیل کیم بیون |

### مجموعه تلویزیونی
| سال       | عنوان                                       | نقش                | توضیحات                |
| --------- | ------------------------------------------- | ------------------ | ---------------------- |
| ۲۰۰۶      | دکتر کانگ                                   | دکتر بونگ          |                        |
| ۲۰۰۷      | If in Love... Like Them                     |                    |                        |
| ۲۰۰۷      | افسانه                                      | هیون گو            |                        |
| ۲۰۰۸      | رقبای قدرتمند                               | چا گوانگ سو        |                        |
| ۲۰۱۱      | آیدل خون‌آشام                                | کوانگ روک          |                        |
| ۲۰۱۲      | سرنوشت                                      | فالگیر             | (حضور افتخاری، قسمت ۱) |
| ۲۰۱۲      | خانواده کوتاه                               | کوانگ روک          |                        |
| ۲۰۱۳      | ملکه کی                                     | هوک سو             | (حضور افتخاری)         |
| ۲۰۱۴      | پادشاه دبیرستان                             | چوی جانگ هو        |                        |
| ۲۰۱۴      | سلول‌های عشق                                 | مدیر برنامه سو رین |                        |
| ۲۰۱۴      | هیلر                                        | کی یونگ جه         |                        |
| ۲۰۱۵      | بانو چا شکست‌ناپذیر                          | اوه دال سو         |                        |
| ۲۰۱۶      | ورق برگردان                                 | فروشنده خیابانی    |                        |
| ۲۰۱۷      | فردا با تو                                  | شین سونگ گیو       |                        |
| ۲۰۱۷      | دراما استیج – زندگی خصوصی پارک، دستیار مدیر |                    | درام تک قسمتی          |
| ۲۰۱۸      | جذابیت شیطانی                               | جو مان شیک         | [ ۱۴ ]                 |
| ۲۰۲۰      | فوق برنامه                                  | جه ایک             |                        |
| ۲۰۲۱      | مالیخولیا                                   | جی هیون ووک        | [ ۱۵ ]                 |
| ۲۰۲۲      | یک خانواده نمونه                            | پارک دوک سو        | [ ۱۶ ]                 |
| ۲۰۲۲–۲۰۲۳ | جزیره                                       | خدمتکار جانگ       | [ ۱۷ ]                 |
| ن/م       | Uncle Samsik                                | جو این ته          | [ ۱۸ ]                 |

## تئاتر
| سال  | عنوان        |
| ---- | ------------ |
| ۲۰۱۰ | A Nap (낮잠) |